# 克拉斯諾格里戈里夫卡
49°40′41″N 38°25′3″E / 49.67806°N 38.41750°E
克拉斯諾赫里霍里夫卡（烏克蘭語：Красногригорівка）是位於烏克蘭東部的村莊，由盧甘斯克州斯瓦托韋區的特羅伊齊克市鎮負責管轄。該村始建於1954年，面積10平方公里，海拔高度100米，2001年人口53，人口密度每平方公里5.3人。